# Esquirol nan del mont Topapu
L'esquirol nan del mont Topapu (Prosciurillus topapuensis) és una espècie de rosegador de la família dels esciúrids. Igual que les altres espècies de Prosciurillus, l'esquirol nan del mont Topapu és una espècie d'esquirol petit endèmic de Sulawesi. Té una llargada corporal de 15,5-19 cm i una cua de 12-17,5 cm. Pesa 130-210 grams. Té el dors de color marró, amb algunes taques de color groc sorrenc o negre.